# Affaire Peltzer
Pour les articles homonymes, voir Peltzer.
L'Affaire Peltzer ou le Drame de la rue de la Loi est une affaire criminelle belge qui défraya la chronique en 1882. Protagonistes d'un drame rocambolesque alliant crime passionnel et amour fraternel, les frères Peltzer, Léon et Armand, comparurent, le 27 novembre 1882, pour le meurtre de l'avocat Guillaume Bernays perpétré le 7 janvier 1882 au 159, rue de la Loi à Bruxelles. Ils furent tous deux condamnés à mort,,.

## Le contexte

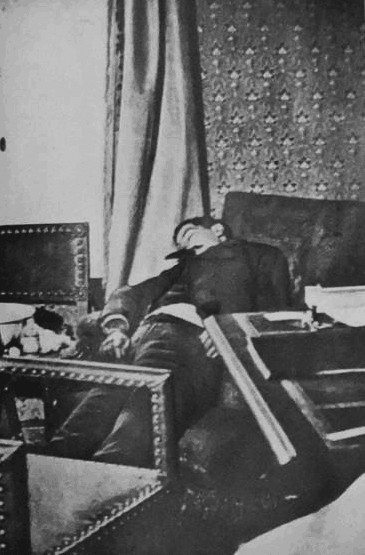
Le corps de Guillaume Bernays assassiné le 7 janvier 1882

Le 26 décembre 1872, Julie Pecher épouse un avocat anversois, Guillaume Bernays. Une famille d'origine verviétoise est invitée aux noces au travers de Léon et de James Peltzer. À cette époque, Armand, l’aîné est à Buenos Aires en Argentine. En 1873, Léon et James, à la tête d'une entreprise d'import-export, sont à deux doigts de sombrer dans une banqueroute frauduleuse. L'ainé de la famille, Armand, arrive au secours de ses deux benjamins. Le frère aîné incarnant l'honneur de cette famille désormais sans père vend ses actifs en Argentine et revient en Belgique sauver ses frères du désastre financier et moral dans lequel ils s'apprêtaient à sombrer. L'honneur sauf mais les finances au plus bas, Armand s'installe alors à Anvers chez leur maman âgée. Durant ce sauvetage, Armand s'était adjoint les services de Guillaume Bernays en qualité de conseil. Ce dernier, séduit par les qualités humaines presque chevaleresques d'Armand ne tarda pas à s'en faire un ami et à lui ouvrir son foyer.
Guillaume Bernays était un homme fort occupé. En 1874, Julie Bernays a mis au monde un fils. L'accouchement ne s'est pas bien déroulé et depuis, le couple périclite. Julie reproche à son mari ses absences et même une liaison avec la gouvernante. Armand assiste à cette déliquescence sentimentale. Il devient le confident de cette épouse délaissée et finit par lui vouer une véritable passion. 
En septembre 1881, Guillaume Bernays alerté par les rumeurs qui vont bon train à Anvers regrette d'avoir ouvert sa porte à Armand Peltzer et doutant de la fidélité de son épouse, il signifie sans ambages à Armand Peltzer qu'il n'est plus le bienvenu sous son toit. À cette époque, les époux Bernays signent une convention auprès du juge de Longé, ami de la famille. Julie Bernays souhaite voir réintégré Armand, Guillaume reste intraitable sur la question. Un jour, Armand ayant envoyé une lettre à Guillaume Bernays, elle lui fut retournée sans même avoir été ouverte. Armand Peltzer envoie ses frères Robert et James chez Bernays en vue de provoquer un duel. Bernays se dérobe. Armand Peltzer en arrive à la funeste conviction que Guillaume Bernays doit disparaître pour donner une chance à cet amour impossible. C'est alors qu'il commence à nourrir le projet d'un assassinat. Bien sûr, il ne peut le commettre lui-même, il serait aussitôt suspecté. Des rumeurs circulent déjà dans Anvers sur sa liaison avec Julie Bernays. Le crime doit être parfait.
Armand et Léon inventent alors un personnage de toutes pièces, Henry Vaughan, ils s'attachent à lui donner la consistance d'un personnage réel. Un jour, cet Henry Vaughan contacte Guillaume Bernays lui expliquant vouloir l'entretenir de la création d'une entreprise océanographique. Il lui fixe rendez-vous, le 7 janvier 1882 dans son appartement - tout récemment loué pour l'occasion - au 159, rue de la Loi. Bernays est abattu d'une balle dans la nuque par Henry Vaughan alias Léon Peltzer.

## L'affaire
Le 7 janvier 1882, Guillaume Bernays est assassiné d'un coup de révolver. Il avait quitté Anvers tôt le matin pour se rendre à Bruxelles à l'invitation d'un certain Henry Vaughan qui souhaitait l'entretenir d'un projet de mise sur pied d'un nouveau service de steamers en Europe. Rendez-vous était fixé à son domicile au 159, rue de la Loi.
Le 19 janvier 1882, le procureur du Roi reçoit une missive confuse, datée du 16, d'Henry Vaughan expliquant qu'il est collectionneur d'armes à feu et que, montrant l'une de celles-ci à Guillaume Bernays, le coup serait parti tout seul tuant le pauvre homme par accident. Paniqué, il s'était enfui mais était maintenant bien décidé à se mettre à la disposition de la justice belge.
Des recherches sont entreprises pour identifier cet Henry Vaughan dont on retrouve bien une trace fugace mais qui ne conduit à rien de concret. Le mystère est entier. Le 19 janvier 1882 on retrouve effectivement le corps de Guillaume Bernays au 159, rue de la Loi.
Le procureur charge alors, ironie de l'histoire, Armand Peltzer, intime de la famille d'annoncer la funeste nouvelle à Julie Bernays, l'épouse de l'avocat Bruxellois.

## L'instruction
L'affaire faisant grand bruit, la justice belge décida d'octroyer une récompense de 25 000 francs belges à quiconque, par l'information décisive qu'il délivrerait, conduirait à l'arrestation du meurtrier.
Le juge d'instruction fait publier la missive datée du 16 janvier 1882 et signée d'un improbable Henry Vaughan. Un pharmacien verviétois reconnait l'écriture d'un homme d'affaires anversois avec lequel il est en contact: Léon Peltzer bien connu de la justice pour une affaire d'escroquerie pour laquelle il sera néanmoins acquitté.
Le 16 février 1882, un mandat d'arrêt est décerné à l'encontre de Léon Peltzer. Armand Peltzer avait déjà été arrêté. Le docteur Lavisse qui servait d'intermédiaire entre Armand et son frère supposé être aux États-Unis fut à l'origine de cette arrestation lorsqu'il s'est agi explicitement de soustraire Léon Peltzer à la justice belge. Le docteur Lavisse prit conseil auprès de Paul Janson ce qui le décida, la mort dans l'âme à s'en ouvrir au parquet. Le 7 mars 1882, Léon Peltzer est arrêté en gare de Cologne tandis qu'il s'apprêtait à embarquer pour Vienne.
L'instruction s'étala sur près de dix mois et ne ménagea pas ses efforts, 300 commissions rogatoires furent décernées, 107 témoins furent auditionnés.

## Le procès

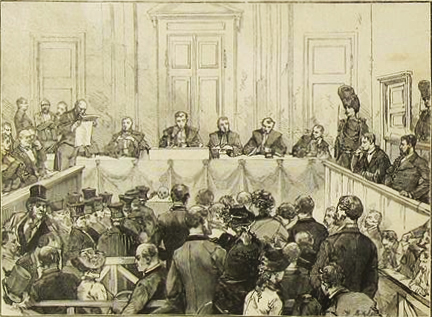
Une audience au tribunal lors du Procès Peltzer

Le procès se déroula du 27 novembre au 22 décembre 1882. Il défraya la chronique, le public, hostile suivait de près les débats. Le tribunal était quant à lui hargneux et bien décidé à faire toute la lumière sur cette affaire. Des avocats tels qu'Edmond Picard et Jules Lejeune prirent part aux débats. Le jury acquiesça à l'ensemble des questions posées, reconnaissant la totale responsabilité des deux frères. Ils furent ainsi condamnés à mort. L'avocat général, van Maldeghem, tint cependant compte de la dimension passionnelle et sentimentale de ce crime si bien que la sentence fut commuée en détention perpétuelle.

## Les peines
Armand et Léon Peltzer furent condamnés à mort mais leur peine fut commuée en détention perpétuelle. Tous deux furent détenus à la prison de Louvain. Armand Peltzer ne resta pas longtemps détenu puisqu'il décédera le 10 octobre 1885. Son frère, le bras armé, restera plus longtemps en prison et soulèvera même maints débats. M. Marguery, inspecteur des prisons, Constantin Meunier ou Gérard Harry, directeur du journal libéral, Le Petit bleu qui écrira plus tard un ouvrage sur cette affaire interviendront publiquement en vue d'une réhabilitation morale de Léon Peltzer en raison de son repentir. Tout cela contribua à sa libération par le Ministre de la justice belge, Henry Carton de Wiart, le 17 octobre 1911. Léon Peltzer était alors âgé de 65 ans. Libéré, il se rendit sous un pseudonyme à Londres avec l'aide d'une sœur établie à Stuttgart puis sera un temps surveillant d'exploitation à Ceylan avant de rentrer en Belgique et de disparaître tragiquement par noyade dans la Mer du Nord à Klemskerke en 1922 s'agissant là, très probablement, d'un suicide.
Madame Veuve Guillaume Bernays quant à elle, fut lavée de tous soupçons. Elle se remarie le 16 avril 1886 avec l'avocat qui la représenta lors du procès, Frédéric Delvaux. Elle entame ensuite une carrière de journaliste. Elle meurt à Anvers, le 11 mai 1928.

## Galerie

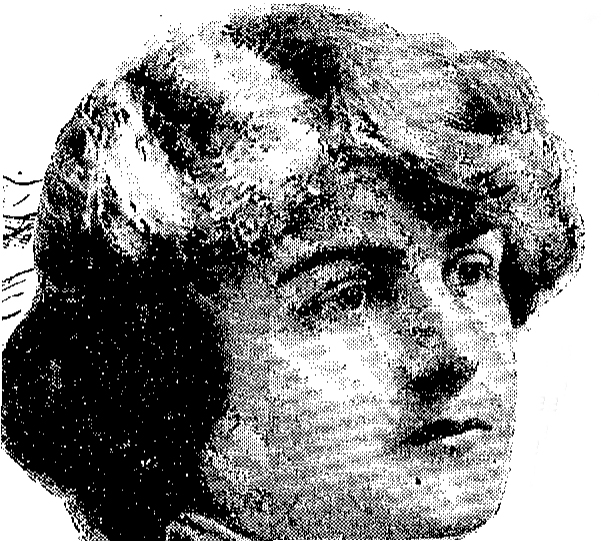
Julie Bernays, née Pecher, vers 1882
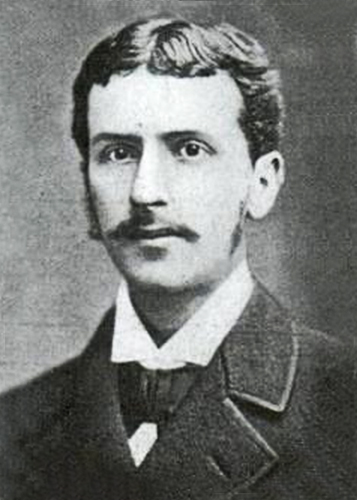
Guillaume Bernays
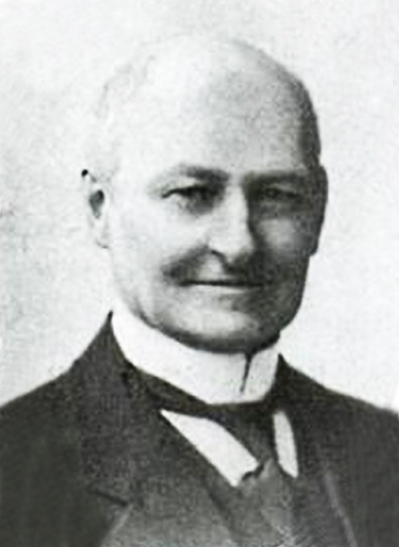
Léon Peltzer
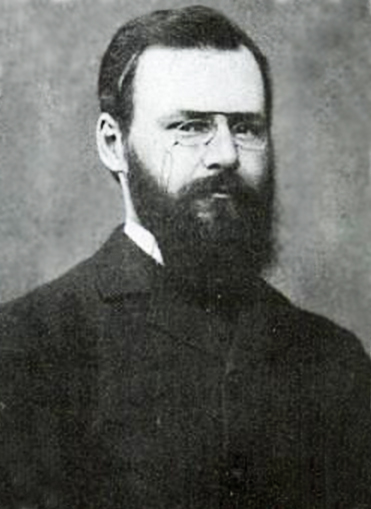
Armand Peltzer

## Pièces versées au dossier
Retranscriptions de documents manuscrits :

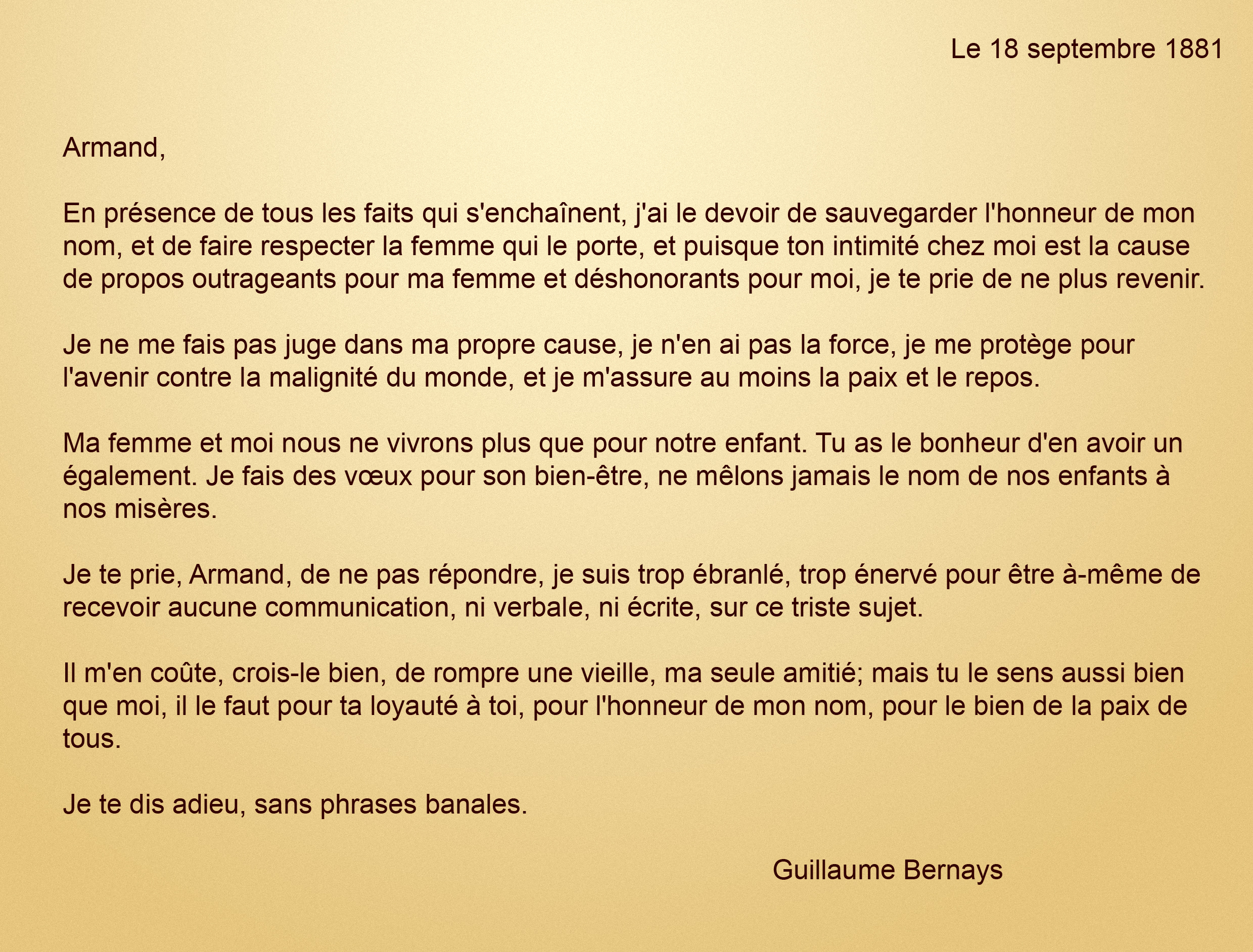
Lettre manuscrite adressée à Armand Peltzer par Guillaume Bernays le 18 septembre 1881[3].
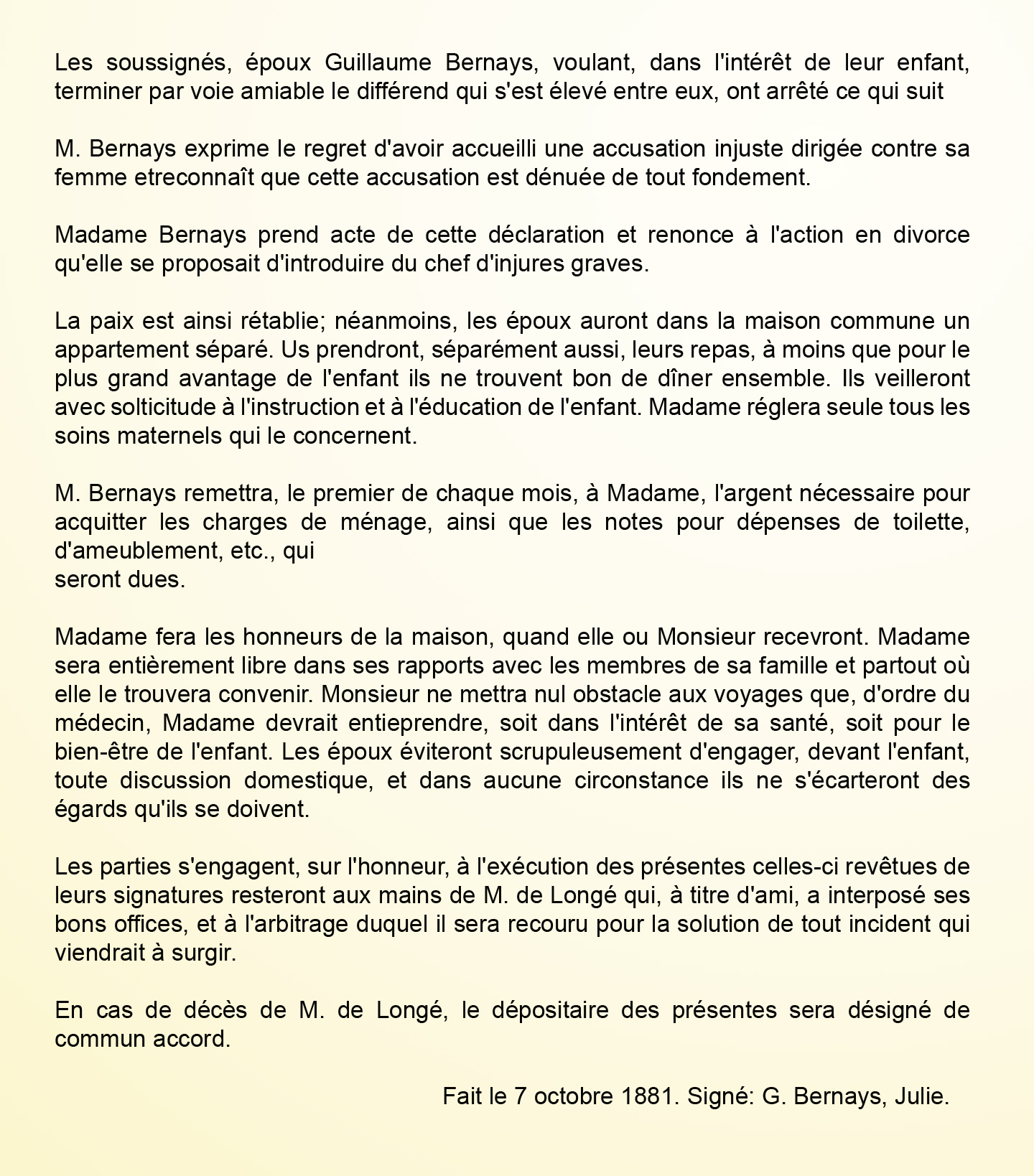
Convention passée entre les époux Bernays le 7 octobre 1881[3].
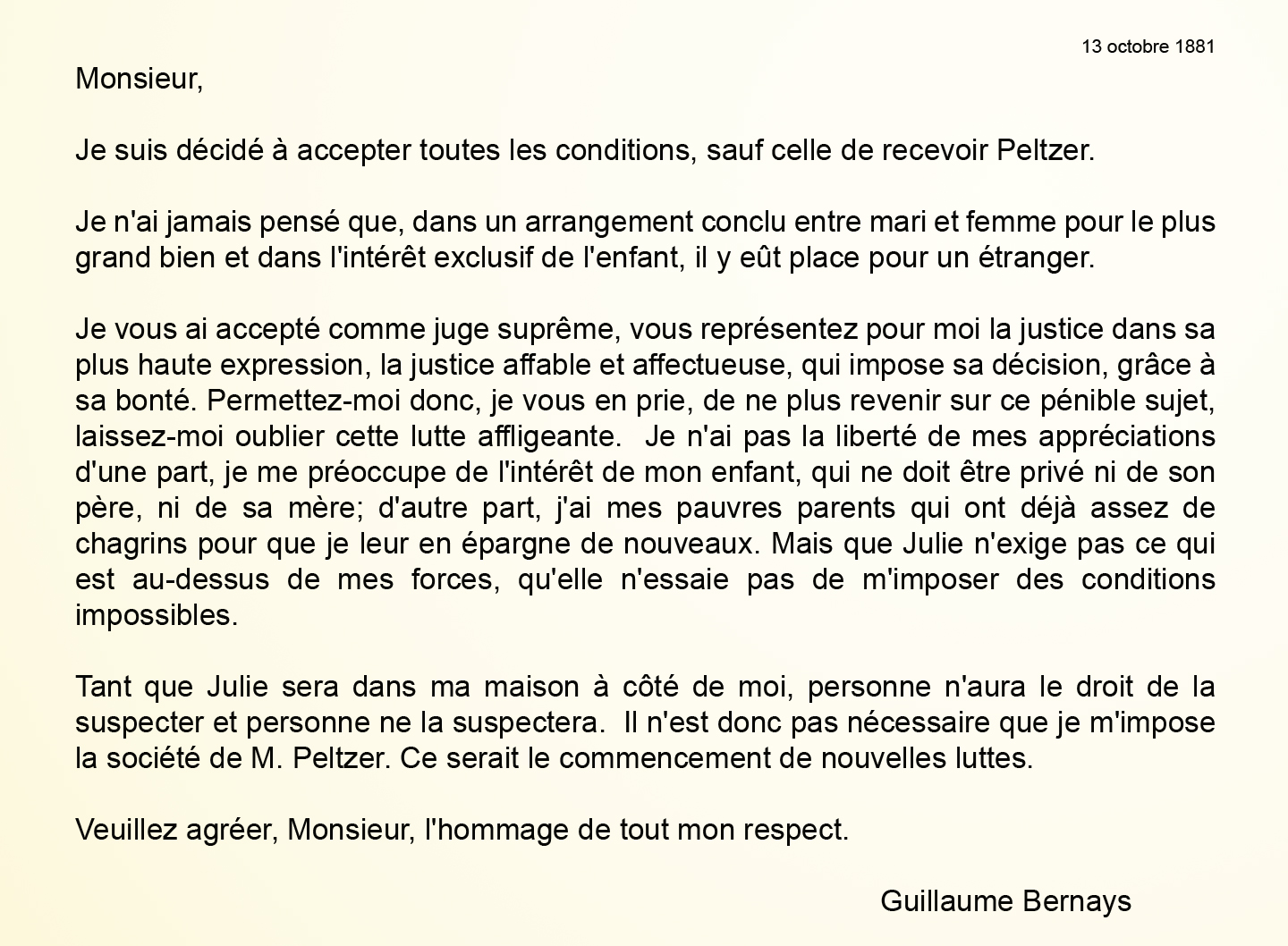
Réaction de Guillaume Bernays du 13 octobre 1881 adressée au juge de Longé à la suite de la demande de Julie Pecher visant à revoir Armand Peltzer dans leur foyer[3].
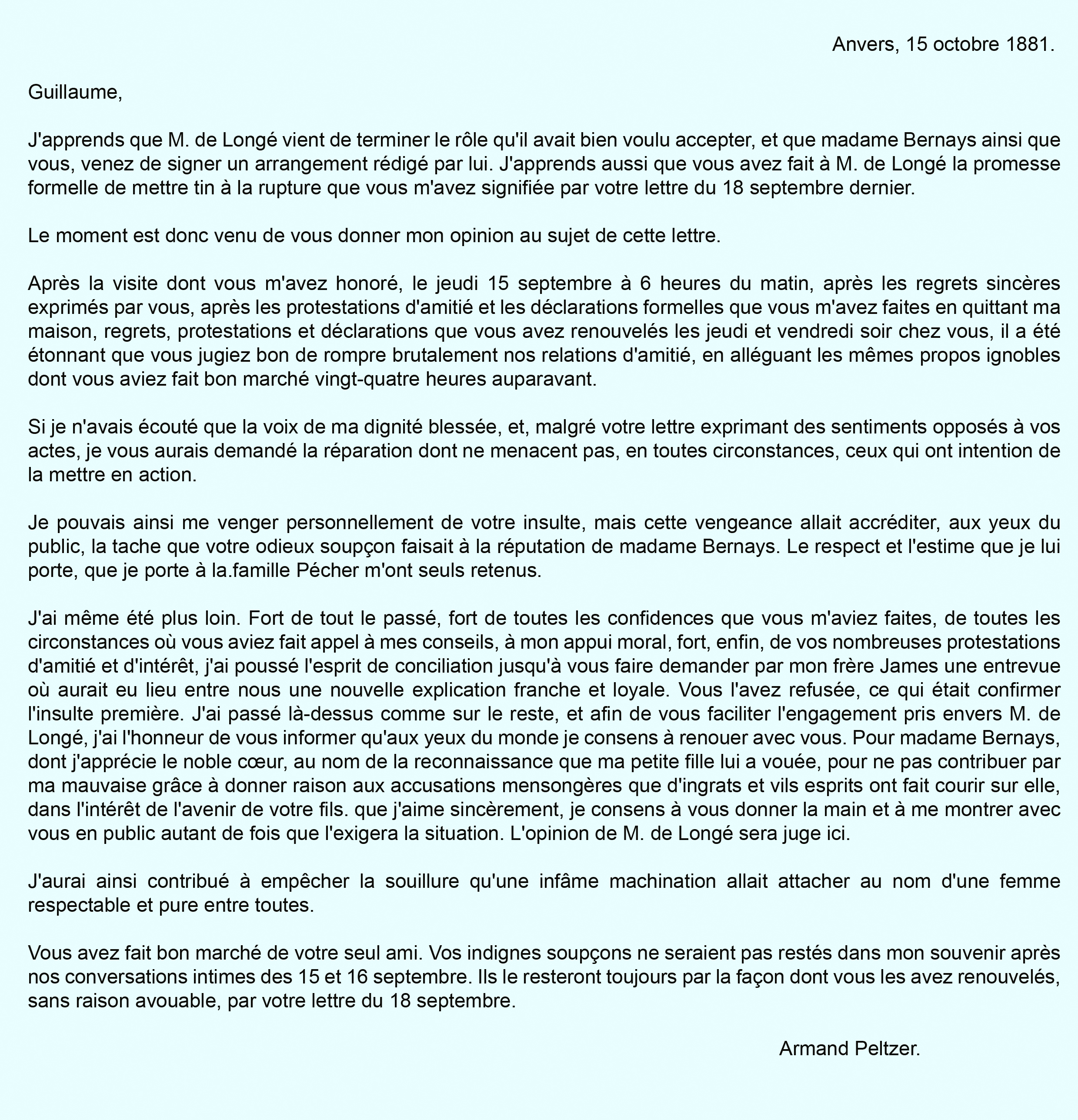
Courrier adressé par Armand Peltzer à Guillaume Bernays le 15 octobre 1881. Guillaume Bernays la retourna à l'expéditeur sans la lire[3].
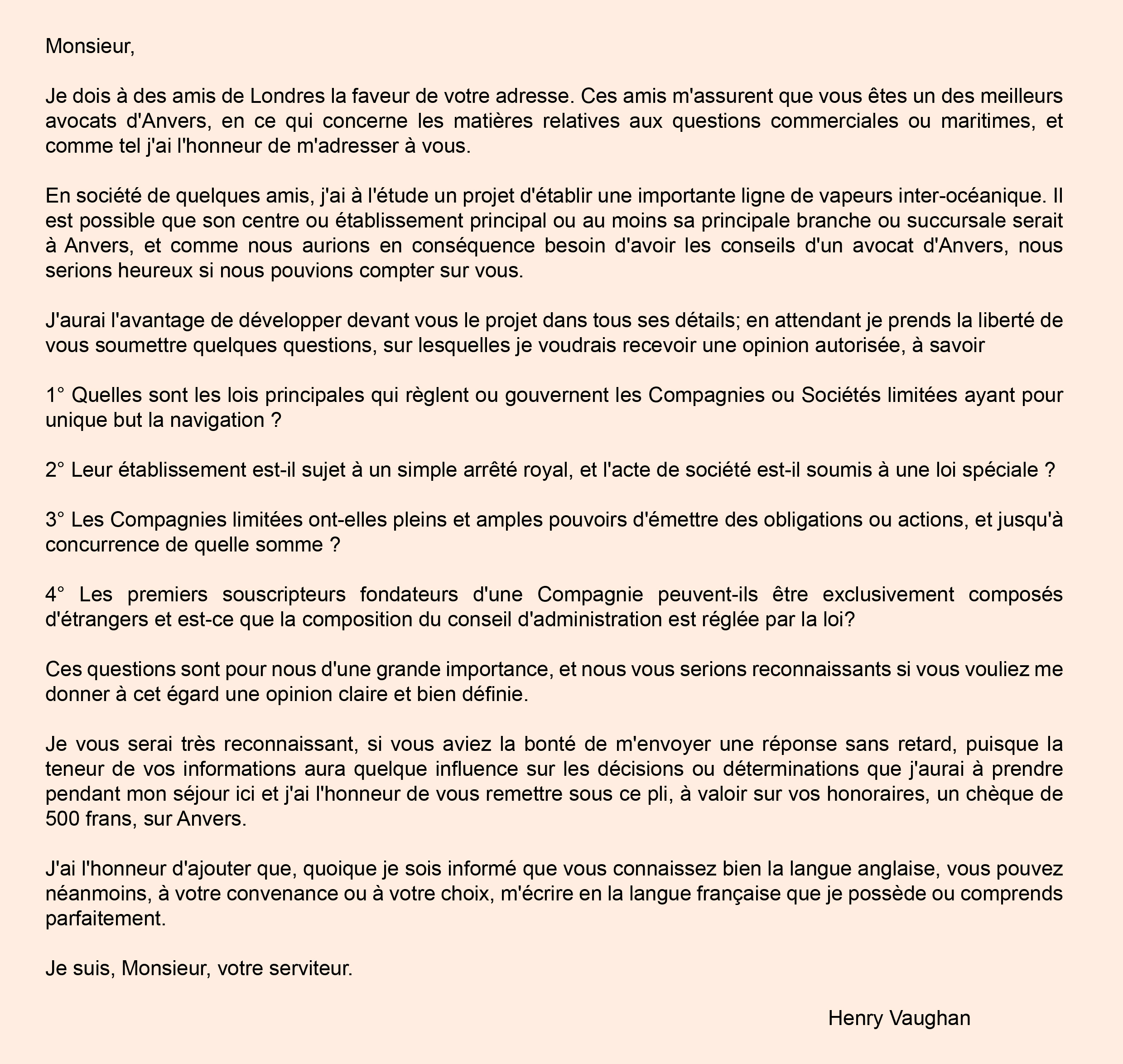
Lettre adressée, en anglais, par Henry Vaughan à Guillaume Bernays à l'automne 1881 pour l'attirer à Bruxelles[3].
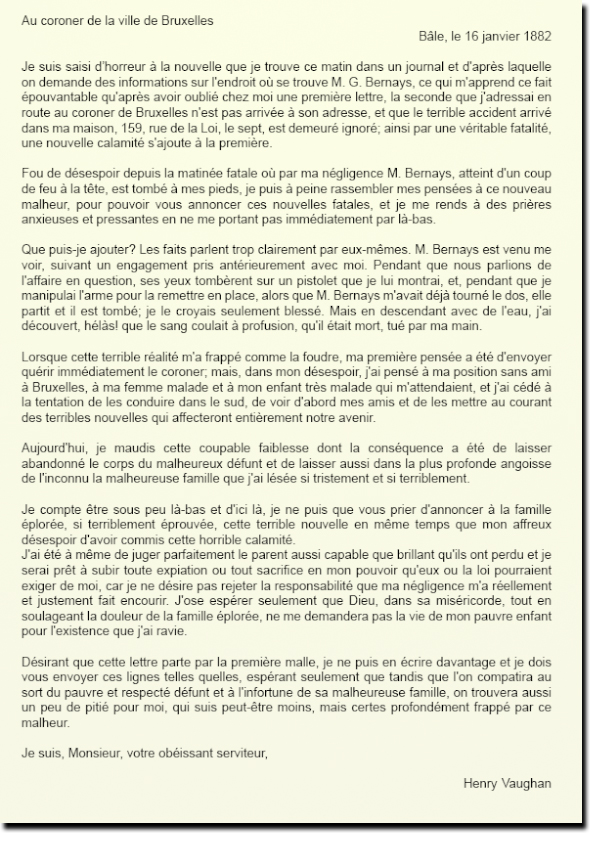
Lettre manuscrite signée Henry Vaughan du 16 janvier 1882[3].

## Fictions
- Au théâtre Au Paradis des roses à Schaerbeek, une pièce intitulée le Drame de la rue de la loi fut le succès de l'année 1883[1].
- Edmond Picard, Le juré, monodrame en 5 actes, 1887.
- Paul Bourget, en 1887, s'en inspira pour son roman André Cornélis[1].
- Archie Mayo, The Man with Two Faces, 1934, avec Edward G. Robinson.

## Filmographie
- Claude Barma,  L'Affaire Peltzer, émission française de la série En votre âme et conscience, 14 janvier 1958 , voir un extrait sur le site de l'INA.

## Radiophonie
- Pierre Bellemare - Les Dossiers Extraordinaires - Le Tapis de L'affaire Peltzer